# Adare Seamounts
Koordinaten: 70° 0′ S, 171° 30′ O
Die Adare Seamounts sind Tiefseeberge im Balleny-Becken des Südlichen Ozeans vor der Nordküste des ostantarktischen Viktorialands.
Benannt sind sie in Anlehnung an die Benennung des gleichnamigen Kap Adare und der Adare-Halbinsel nach Edwin Wyndham-Quin, 3. Earl of Dunraven and Mount-Earl (1812–1871), vormaliger Viscount Adare, ein Freund des Polarforschers James Clark Ross.